# Piper nigrum

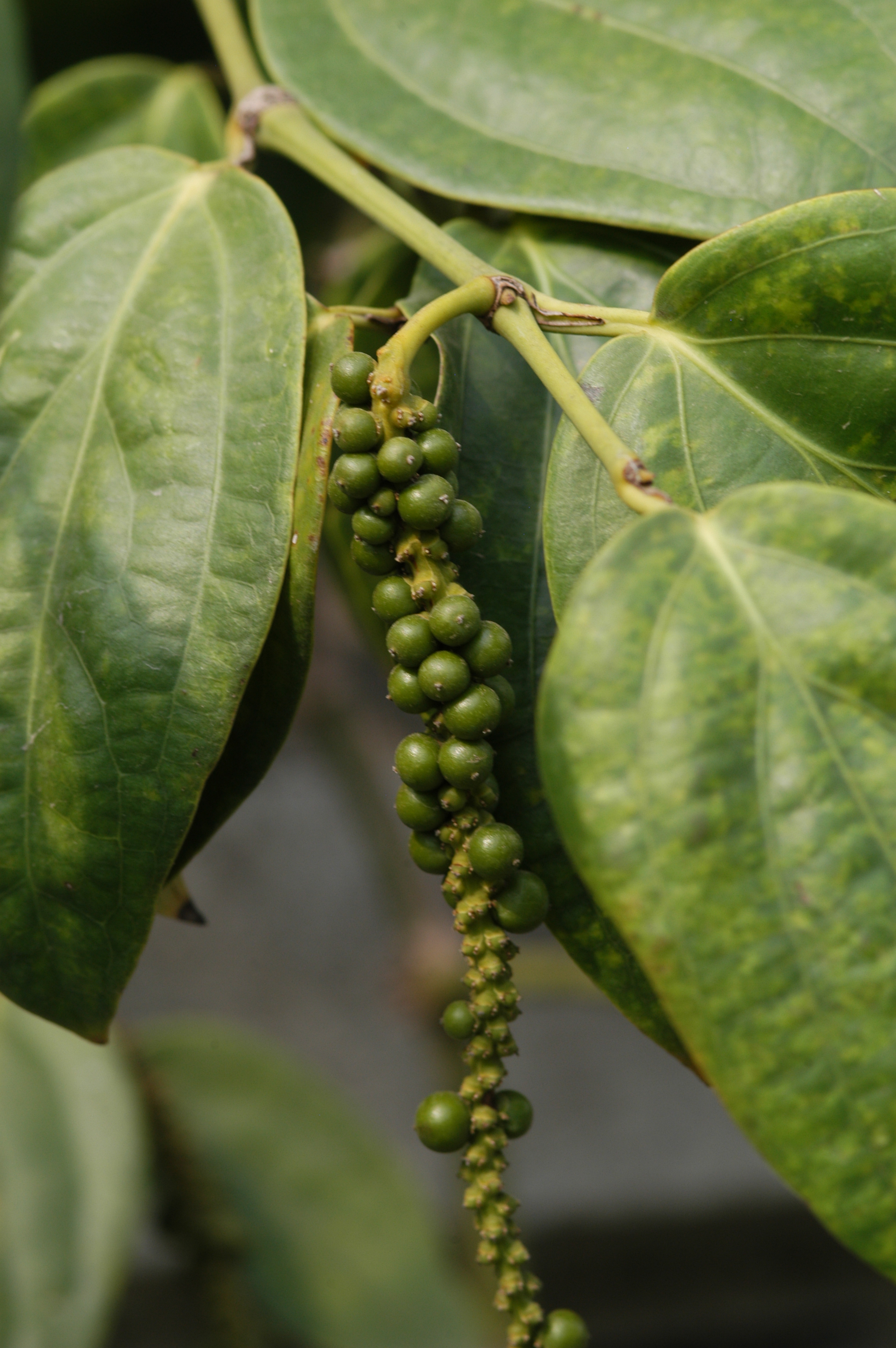
Flores y frutos inmaduros, detalle.

La pimienta negra (Piper nigrum) es una especie de la familia de las piperáceas, cultivada por su fruto, que se emplea seco como especia. El fruto es una drupa (aproximadamente 5 mm) que se puede usar entera o en polvo obteniendo variedades como la negra, blanca o verde, con la única diferencia del grado de maduración del grano.

## Descripción
Es una especie perenne trepadora que puede crecer más de 4 m soportándose en árboles, enrejados o cualquier otro soporte. Se propaga fácilmente emitiendo raíces en cuanto los tallos tocan el suelo. Las hojas son alternas, enteras, de unos 5 a 10 cm de largo por 3 a 6 del ancho. Las pequeñas flores surgen en racimos pendulares en las axilas de las hojas, tienen de 4 a 8 cm de largo, aunque a medida que los frutos maduran se van alargando hasta medir unos 7 a 15 cm. El fruto es una drupa  que se convierte en el grano de pimienta al madurar.
Las plantas se propagan por esquejes de unos 40 a 50 cm de largo, atados a árboles vecinos o trepadoras a una distancia de unos 2 m; se prefiere los árboles de corteza rugosa a los de corteza lisa, ya que las plantas de pimienta trepan más fácilmente por la corteza rugosa. Se eliminan las plantas competidoras, dejando sólo los árboles suficientes para proporcionar sombra y permitir la libre ventilación. Las raíces se cubren con mantillo de hojas y estiércol, y los brotes se podan dos veces al año. En suelos secos, las plantas jóvenes necesitan riego cada dos días durante la estación seca durante los tres primeros años. Las plantas dan fruto a partir del cuarto o quinto año, y después suelen hacerlo durante siete años. 
Un solo tallo da de 20 a 30 espigas fructíferas. La cosecha comienza en cuanto uno o dos frutos de la base de las espigas empiezan a ponerse rojos, y antes de que el fruto esté completamente maduro y aún duro; si se deja madurar completamente, los frutos pierden acritud, y finalmente se caen y se pierden. Las espigas se recogen y se extienden para que se sequen al sol, y luego se despojan de los granos de pimienta.
La pimienta negra es originaria del sudeste asiático o del sur de Asia. Dentro del género Piper, está más estrechamente relacionada con otras especies asiáticas como P. caninum.
La pimienta silvestre crece en la región india de los Ghats occidentales. Hasta el siglo XIX, los bosques contenían extensas cepas de pimienta silvestre, como registró el médico escocés Francis Buchanan (también botánico y geógrafo) en su libro A journey from Madras through the countries of Mysore, Canara and Malabar (Volume III) . Sin embargo, la deforestación hizo que la pimienta silvestre creciera en parches de bosque más limitados desde Goa hasta Kerala, y que la fuente silvestre disminuyera gradualmente a medida que mejoraba la calidad y el rendimiento de la variedad cultivada. Hasta la fecha no se ha conseguido injertar con éxito pimienta comercial en pimienta silvestre.

## Tipos según su maduración
Las variedades de pimienta son debidas a la distinta maduración de los frutos de la planta:
- La pimienta verde son granos sin empezar a madurar. A diferencia de las demás, se consume más en grano que en polvo y es más rara de encontrar fresca. Suele venderse seca o en semiconserva en vinagre.

Los granos de pimienta verde secos se tratan de forma que conserven el color verde, por ejemplo con dióxido de azufre, enlatado o liofilización. Los granos de pimienta en vinagre, también verdes, son drupas inmaduras conservadas en salmuera o vinagre.
Las drupas frescas de pimienta verde sin conservar se utilizan en algunas cocinas, como la tailandesa y la tamil. Su sabor se ha descrito como "picante y fresco", con un "aroma brillante" Se descomponen rápidamente si no se secan o conservan, lo que las hace inadecuadas para el transporte internacional.
- La pimienta negra se recoge a la mitad de su maduración; es la más usada en el mundo desde la antigüedad.

La pimienta negra se produce a partir de la drupa verde de la planta de la pimienta Las drupas se cuecen brevemente en agua caliente, tanto para limpiarlas como para prepararlas para el secado. El calor rompe las paredes celulares de la pimienta, lo que acelera el trabajo de las enzimas de pardeamiento durante el secado. Las drupas se secan al sol o a máquina durante varios días, durante los cuales la piel de la pimienta alrededor de la semilla se encoge y oscurece en una fina capa negra arrugada. Una vez seca, la especia se denomina pimienta negra en grano. En algunas fincas, las bayas se separan del tallo a mano y se secan al sol sin hervir.
Una vez secos los granos de pimienta, se puede extraer el alcohol y el aceite de pimienta de las bayas machacándolas. El alcohol de pimienta se utiliza en muchos productos medicinales y de belleza. El aceite de pimienta también se utiliza como aceite de masaje ayurvédico y en determinados tratamientos de belleza y herbales.
- La pimienta blanca es grano totalmente maduro sin cáscara; es un poco más suave que la pimienta negra.

La pimienta blanca consiste únicamente en la semilla del fruto maduro de la planta de la pimienta, al que se le quita la fina piel (carne) de color más oscuro. Esto se consigue normalmente mediante un proceso conocido como enriamiento, en el que las bayas de pimienta completamente maduras se sumergen en agua durante aproximadamente una semana para que la pulpa del grano de pimienta se ablande y descomponga; después se frota para eliminar lo que queda del fruto y se seca la semilla desnuda. A veces, la capa externa se retira de la semilla mediante otros métodos mecánicos, químicos o biológicos.
La pimienta blanca molida se utiliza habitualmente en la cocina china, tailandesa y portuguesa. En otras cocinas se utiliza ocasionalmente en ensaladas, salsas claras y puré de patatas como sustituto de la pimienta negra, ya que ésta resaltaría visiblemente. Sin embargo, la pimienta blanca carece de ciertos compuestos presentes en la capa externa de la drupa, lo que da lugar a un sabor general diferente.
Existen otros polvos y granos llamados erróneamente "pimienta" como la pimienta roja y la pimienta guayabita o pimienta dulce, sin embargo estas no son verdaderos tipos de pimienta.
Los granos de pimienta rosa son los frutos del pimentero peruano, Schinus molle, o de su pariente, el pimentero brasileño, Schinus terebinthifolius, plantas de una familia diferente (Anacardiaceae). Al pertenecer a la familia de los anacardos, pueden provocar reacciones alérgicas, incluida la anafilaxis, a las personas alérgicas a los frutos secos.
La corteza de Drimys winteri ("canelo" o "corteza de invierno") se utiliza como sustituto de la pimienta en las regiones frías y templadas de Chile y Argentina, donde se encuentra fácilmente y es fácil de conseguir. En Nueva Zelanda, las semillas de kawakawa (Piper excelsum), pariente de la pimienta negra, se utilizan a veces como pimienta; las hojas de Pseudowintera colorata ("horopito de montaña") son otro sustituto de la pimienta. En Estados Unidos también se utilizan varias plantas como sustitutas de la pimienta, como la mostaza silvestre Lepidium campestre, el perejil de la tierra Lepidium virginicum, la bolsa del pastor Capsella bursa-pastoris, el rábano picante Armoracia rusticana y el Thlaspi arvense.

## Historia
La pimienta ha sido cultivada desde la antigüedad, originalmente en la India. Existe la falsa creencia de que en la Edad Media era molida y utilizada para contrarrestar el sabor de los alimentos en descomposición. No hay evidencias que confirmen tal afirmación y en opinión de los historiadores es bastante improbable, ya que en aquellos tiempos la pimienta era un artículo de lujo, solamente al alcance de la clase adinerada que podía disponer de alimentos en buen estado.
Fue introducida en Grecia por Alejandro Magno.
Se cree que Eudoxo de Cícico fue el primer europeo que, además de otras especias, trajo la pimienta al Viejo Continente.
Los árabes controlaron el comercio de la pimienta y muchas otras especias durante siglos y después de la caída del Imperio bizantino fue Venecia quien distribuía y recogía el oro para pagar al Oriente por la pimienta y otras especias casi de un modo exclusivo. Fue un producto tan raro y tan caro que era usado como moneda de cambio durante la Edad Media.
Su alto valor fue una de las razones por la que los portugueses buscaron la ruta hacia las islas de las especias en oriente, rodeando el África, y Cristóbal Colón por el poniente.

## Sabor

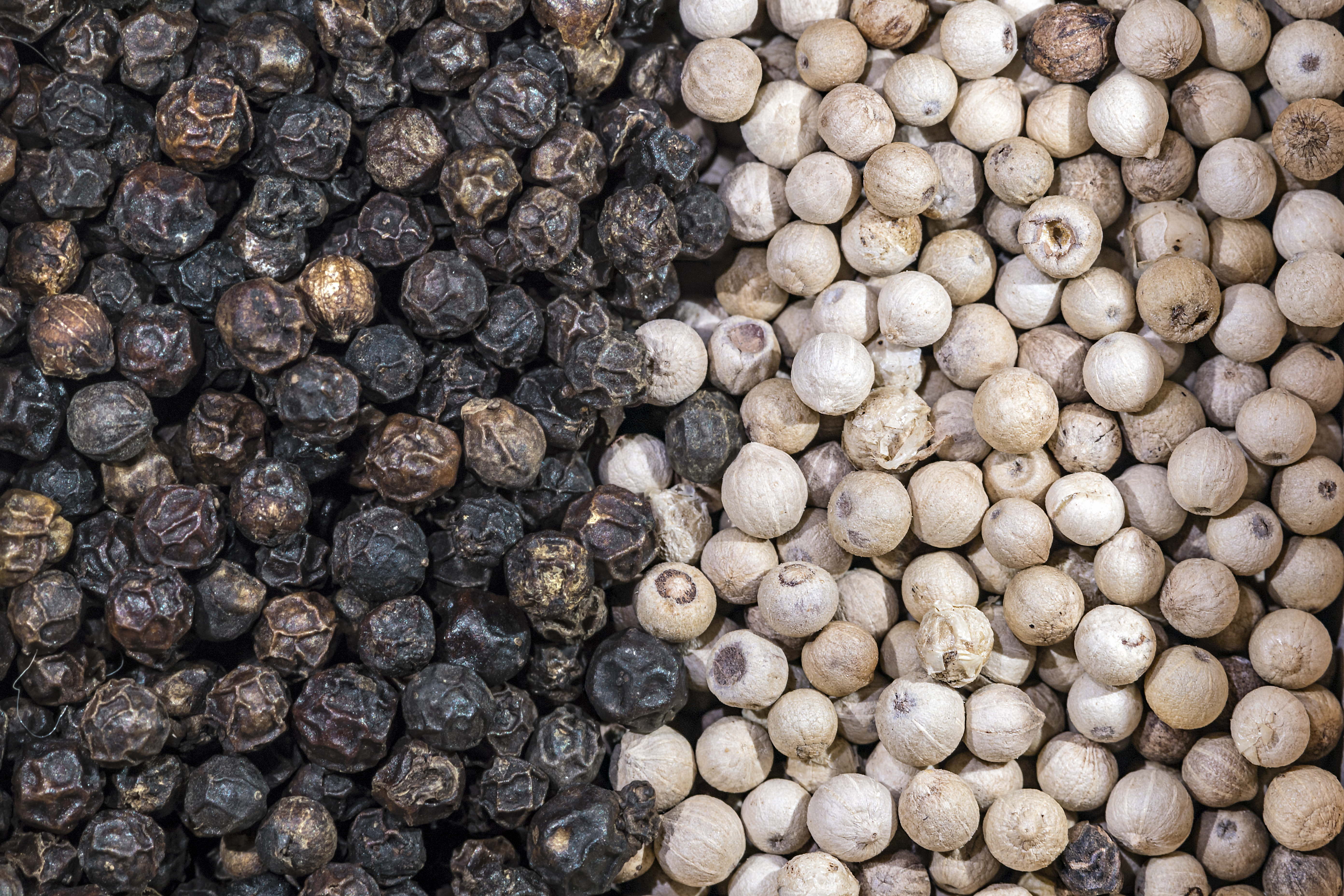
Granos de pimienta blanca y negra.

La pimienta obtiene su sabor picante del compuesto piperina, que se encuentra en la cáscara de la fruta y en la semilla.. La piperina refinada miligramo por miligramo, es como un uno por ciento de picante que la capsaicina del chile o ají. La cáscara del grano, que se queda en la pimienta negra, también contiene terpenos olorosos incluyendo el pineno, el sabineno, el limoneno, el cariofileno, y el linalol que dan ciertos toques cítricos, leñosos y florales. Estos olores faltan en la pimienta blanca, a la que se le quita la cáscara. En cambio, la pimienta blanca puede ganar algunos diversos olores (mohosos incluso) de su mayor etapa de fermentación.
La pimienta pierde sabor y aroma si se deja al aire libre una vez recogida, por lo que el almacenaje hermético preserva su aroma y sabor durante más tiempo. Otra forma de que la pimienta pierda sabor es exponerla a la luz demasiado tiempo, ya que puede transformar la piperina en isochavicina (casi insípida). Una vez molida, los compuestos aromáticos de la pimienta pueden evaporarse rápidamente siendo por esto por lo que en las recetas culinarias se recomienda moler los granos de pimienta enteros inmediatamente antes de su uso. Para esto se usan los molinillos de pimienta que muelen o machacan los granos de pimienta enteros en vez de las pimenteras con pimienta ya molida. Los molinillos de pimienta han sido usados en las cocinas europeas desde el siglo XIV, pero el mortero, usado antes de estos para machacar la pimienta, siguió siendo un método popular también durante siglos..

## Usos
Se usa en todo el mundo como condimento, tanto en embutidos como mezcla para salmuera o en distintos guisos y platos salados y dulces. Forma una pareja perfecta junto con la sal.[cita requerida]
Se utilizó antiguamente para el tratamiento de la gonorrea y la bronquitis crónica.[cita requerida]
La pimienta tiene un uso importante dentro de los remedios caseros como alivio para la tos, pero su consumo frecuente también aporta beneficios a la salud gracias a la piperina, su principal activo. Los estudios demuestran que este componente es efectivo para la inflamación y para la prevención del envejecimiento prematuro debido a su cantidad de antioxidantes.
Se cree que también puede tener importancia para prevenir enfermedades degenerativas del cerebro y estimular la pigmentación de la piel, ideal para las personas con vitiligo.

## Taxonomía
Piper nigrum fue descrita por Carlos Linneo y publicado en Species Plantarum 1: 28. 1753.
Etimología
Piper: nombre genérico que procede del latín pigmentum (pigmento, colorante) a diferencia de su forma en otros idiomas como el francés (poivre), el italiano (pepe), el alemán (Pfeffer) o el inglés (pepper), en los que la palabra procede del latín piper, este a su vez del griego antiguo πέπερι péperi, y este del sánscrito pippalī.
nigrum: epíteto latíno que significa "de color negro"
Sinonimia
- Muldera multinervis Miq.[18]

## Producción y comercio
| País                               | Producción (toneladas) |
| ---------------------------------- | ---------------------- |
| Vietnam                            | 270,192                |
| Brasil                             | 114,749                |
| Indonesia                          | 89,041                 |
| India                              | 66,000                 |
| Sri Lanka                          | 43,557                 |
| China                              | 33,348                 |
| Malasia                            | 30,804                 |
| Mundo                              | 747,644                |
| Fuente: FAOSTAT de Naciones Unidas |                        |

En 2020, Vietnam fue el mayor productor y exportador mundial de pimienta negra en grano, con una producción de 270.192 toneladas o el 36% del total mundial (tabla)[16] Otros grandes productores fueron Brasil, Indonesia, India, Sri Lanka, China y Malasia. La producción mundial de pimienta varía anualmente en función de la gestión de los cultivos, las enfermedades y el clima. Los granos de pimienta se encuentran entre las especias más comercializadas del mundo, representando el 20% de todas las importaciones de especias.